# Església del Salvador (Bakú)
L'Església del Salvador (en àzeri Xilaskar kilsəsi, en alemany Erlöserkirche) és una església luterana al carrer 28 de maig de Bakú, Azerbaidjan). Construïda amb donacions dels feligresos Adolf Eichler i consagrada el 14 de març de 1899; ara és una sala de concerts del Ministeri de Cultura i Turisme. L'església d'estil neogòtic compta amb un portal coronat amb un frontó decorat. Mentre que la comunitat evangèlica de l'Azerbaidjan va deixar d'existir el 1936, l'església va sobreviure al període estalinista, a diferència de moltes altres esglésies a Bakú.